# Pjotr Arkadjevič Stolipin
Pjotr Arkadjevič Stolipin (rusko Пётр Арка́дьевич Столы́пин), ruski državnik, 14. april (2. april) 1862, Dresden, 18. september (5. september) 1911, Kijev.
Peter Stolipin je vse svoje državniško delovanje usmeril v ohranjanje in utrjevanje propadajočega ruskega imperija. Kot guverner v Saratovu in potem ruski notranji minister je z ogromno represije zadušil masovne upore, ki so se v Rusiji začeli z letom 1905. Kot ministrski predsednik je začel uvajati kmetijsko reformo in druge reforme, ki naj bi odpravile najbolj pereče slabosti carske vladavine. Pri tem je posegel v tradicionalne privilegije plemiških in cerkvenih elit, ki so se združile v nasprotovanju reformam. Osovražen z leve in desne politične strani je umrl za posledicami atentata.

## Izvor in uveljavitev
Peter Stolipin je izhajal iz stare plemiške rodbine, ki je služila carjem že od 16. stoletja. V otroštvu je z družino veliko potoval po Evropi in je že tekoče govoril francosko, nemško in angleško, ko se je leta 1881 vpisal na fakulteto za fiziko in matematiko univerze v Sankt Peterburgu.
V letih 1889-1902 je služboval kot  načelnik plemstva v poljsko-litvanskem  Kovnu. Leta 1903 je bil imenovan za gubernatorja v Saratovu, kjer je postal pozoren na izredno neučinkovito gospodarjenje v kmetijstvu. Medtem ko so imeli kmetje v zahodnem delu imperija zemljo, ki so jo obdelovali, v zasebni lasti, kar jim je omogočalo načrtno gospodarjenje in izboljševanje kmetij, so kmetje v centralni Rusiji obdelovali zemljo v skupinski lasti cele srenje, kar ni nagrajevalo osebnih prizadevanj. Stolipin je prišel do prepričanja, da se Rusija ne bo mogla izviti iz revščine in se izogniti nemirom, dokler ne odpravi srenjskega gospodarjenja z zemljo in ne vzpostavi novega družbenega sloja trdnih, kmečkih posestnikov, ki bodo politično konservativni in bodo podpirali carizem.
Kmetje v saratovski guberniji so bili med najrevnejšimi v državi in med revolucijo, ki je izbruhnila leta 1905, med najbolj upornimi. Stolipin se je takrat izkazal kot odločen, osebno hraber, a neusmiljen zatiralec uporov. Predvsem zaradi tega ga je car aprila 1906 imenoval za ruskega notranjega ministra in po razpustitvi prve dume, julija 1906, tudi za ministrskega predsednika.

## Ministrski predsednik
Stolipinova prva skrb je bila ponovna vzpostavitev miru v Rusiji, kar mu je z neusmiljeno represijo uspelo do začetka leta 1907, ko se je sestala druga duma. Pri tem se je zagnusil vsem liberalcem, ki so ga prenehali politično podpirati. A vzpostavitev reda je bila za Stolipina le pogoj za naslednji korak, ko naj bi uveljavil zemljiško in druge reforme, ki naj bi vse prispevale k utrditvi carske oblasti.
S kmetijsko reformo naj bi podjetni kmetje dobili možnost na svojih parcelah pridobiti lastninsko pravico in postati pred zakonom enakopravni; novim posestnikom je želel prilagoditi krajevno upravo in s časom odpraviti kmečke skupnosti. Poleg tega je nameraval izboljšati delo krajevnih sodišč in policije, zaščititi državljanske pravice in prenehati z zapostavljanjem Judov, poskrbeti za splošno in obvezno osnovno šolanje in celo izboljšati razmere, v katerih so živeli tovarniški delavci. Žal pa se je reform lotil enako nasilno in neučakano kot vzpostavljanja miru.
Stolipin je imel dumo za institucijo, ki bi morala podpirati vladno politiko. Suverenost naj bi po njegovem ostala v domeni vladarja in njegove izvršne oblasti. 22. (9.) novembra, v obdobju med prvo in drugo dumo, je izdal odlok o zemljiški reformi. Ker v drugi dumi ni mogel najti podpore za svojo reformo, jo je brez pomisleka razpustil in spremenil volilni zakon tako, da so v dumi naslednjega sklica prevladovali konservativci. Ko se je novembra 1907 sestala tretja duma, so imele stranke, ki so podpirale vlado (oktobristi, desničarji in nacionalisti) v njej 287 sedežev od 443. Ta duma je Stolipinovo reformo potrdila (1910).
A Stolipinove novotarije so ogrožale tradicionalno, na dedni oblasti zasnovano plemiško hierarhijo. Proti Stolipinu so se zato povezali dvorni krogi, državni svet, pravoslavna cerkev, policija in del birokratskega aparata in mu onemogočili prav vse načrte. Na vseh nivojih so spletkarili proti njemu. Najbolj zagnano je bilo Združeno plemstvo, ki se je organiziralo leta 1905 s ciljem, da obrani lastninske pravice plemstva in ohrani nadzor nad zemljiško politiko. Stolipin tudi nad tajno policijo ni imel več nadzora. Caričin kandidat Pavel Grigorevič Kurlov je kljub Stolipinovim protestom postal poveljnik tajne policije. Ta je potem prestrezala Stolipinovo pošto in obveščala carico o njegovih namenih v zvezi s caričinim ljubljencem Rasputinom. Stolipin je sprevidel, da je boj za reformo obsojen na zanesljiv poraz, in ga je opustil.
Svojo nadaljnjo politiko je Stolipin prilagodil stranki nacionalistov, ki ga je v dumi še edina podpirala. Stranka je bila ustanovljena leta 1909 in je uživala močno podporo malih zemljiških posestnikov - kmetov v desetih poljskih gubernijah. Ti so bili večinoma Rusi, Ukrajinci in Belorusi in so bili med najnaprednejšimi v carstvu. Stolipin je pričakoval, da jim bo v okolju, ki so ga sicer obvladovali poljski veleposestniki, pomagal k hitrejšemu napredovanju v Poljakom enakovredne kmečke posestnike, če bo znižal lastninski prag, s katerim so pridobili volilno pravico. Tako bi lahko postali zgled za samostojne kmete tudi v centralnih predelih imperija.
Duma je Zakon o zahodnem zemstvu potrdila, ni pa ga potrdil državni svet, na katerega je vplival tudi car, ko je v nagovoru predstavnike pozval, naj glasujejo po svoji vesti. Čeprav je car že začel spreminjati svoje mnenje, pa je Stolipin neučakano zagrozil, da bo odstopil, če car ne razpusti dume in državnega sveta in zakona ne izda kot izreden ukrep. Stolipinovo zahtevo je podprla tudi carica mati (nasproti carici ženi) in car je Stolipinu ustregel. A s tem se je Stolipin dokončno politično osamil. Ponižal je carja, liberalci so bili ogorčeni nad njegovim zaničljivim postopanjem z dumo, predsednik dume je odstopil, oktobristi so prešli v opozicijo. Stolipina so podpirali le še nacionalisti. Bil je politično mrtev in se je tako tudi počutil.
Konec avgusta 1911 je šel v Kijev na slavnosti ob odkritju spomenika Alaksandru II., brez telesnih stražarjev in neprebojnega jopiča, ki ga je sicer nosil, in kljub temu, da ga je policija posvarila, da ga nameravajo ubiti. In res je na predstavi v operi med odmorom iz bližine vanj dvakrat ustrelil mladenič v večerni obleki, študent revolucionar Dmitrij Grigorevič Bogrov, ki je zaradi denarne stiske postal policijski ovaduh. Car je preiskavo uboja ustavil in nikoli ni bilo ugotovljeno, za katero stran je Bogrov streljal, za levo ali desno, obe sta Stolipina enako sovražili. Med ljudstvom pa so takoj začele krožiti govorice, da je umor naročil Kurlov.

## Stolipinova zemljiška reforma
V Rusiji je bila zemlja vaške skupnosti (rusko obščina ali mir) od nekdaj v skupinski lasti. Zemljiška reforma iz leta 1864 v to ni posegla. Vaška skupnost je vsakemu gospodinjstvu dodelila njegov delež zemlje v pasovih na različnih lokacijah. Na pasovih, ki so bili skupaj, so vsi kmetovalci gojili isto kulturo. Pogosto prerazporejanje pasov ni vzpodbujalo k skrbi za obdelovalno zemljo. Stolipin je bil prepričan, da je sistem obdelave zemlje, ki ga je videl na zahodu, uspešnejši.
22. (9.) novembra 1905, v času med prvo in drugo dumo, je ruska vlada izdala zakon, ki je kmetom omogočal, da svoje pasove srenjske zemlje zamenjajo za strnjene, ograjene parcele znotraj vasi (otruba) ali zunaj vasi (hutora). Obščina je takšno preobrazbo lahko izglasovala, če se je zanjo opredelilo dve tretjini družinskih poglavarjev. Da bi kmetje, ki so se osamosvojili, lahko dokupili tudi plemiško ali državno zemljo, je vlada sprejela še vrsto dodatnih zakonov in samostojnim kmetom omogočila najem ugodnih posojil pri Kmečki deželni banki. Proces oblikovanja kmetij so vodila štiri ministrstva skupaj s stotinami gubernijskih in okrajnih zemljiških komisij ter tisoči nadzornikov, agronomov in inženirjev.
Stari vaški starešine so se spremembam na vse kriplje upirali in tudi kmetje so bili nezaupljivi; imeli so tehtne razloge za nasprotovanje razpustitvi kmečke obščine, ki je bila stoletja središče njihovega življenja. Ženske so se bale, da bodo družinski poglavarji, potem ko bodo postali lastniki zemlje, v dedovanju zapostavili mlajše otroke ali pa kmetijo celo prodali. Neuki kmetje tudi niso zaupali računskim metodam vladnih zemljemercev. Kako naj geodeti upoštevajo kakovost tal in tradicionalno hierarhijo med kmeti? Najboljšo zemljo so namreč dobivale najvplivnejše družine v vasi in ravno te so zemljiški reformi najbolj nasprotovale.
Prihajalo je do vse mogočih oviranj, zavlačevanj, ustrahovanj in lažnih obtožb. Tudi izvajalci reforme in okrajni gubernatorji, ki so bili navadno plemiškega porekla, niso bili navdušeni nad spremembami. Po Stolipinovi smrti so se procesi še bolj upočasnili. Od leta 1906 do revolucije (1917) se je v evropskem delu Rusije osamosvojilo približno 15 %  kmečkih gospodinjstev, med njimi več na zahodu, jugu in jugovzhodu, kjer je bil trg bolj razvit. Za samostojne kmetije so se odločali najbolj korajžni in odločni gospodarji, pa tudi najrevnejši, ki so svoje parcele hitro prodali in se preselili v mesta. Ni treba posebej omeniti, da so po revoluciji leta 1917 novi kmečki posestniki kot kulaki zemljo spet izgubili.

## Zgodovinske ocene Stolipinovega dela
Stolipinovo delo so sodobniki in kasnejši zgodovinarji ocenjevali zelo različno. Socialisti so ga obsojali kot zadnjega od krvavih braniteljev caristične ureditve. Po njem so rabljevo zanko poimenovali Stolipinov ovratnik, in vagonom, ki so prevažali "politične" v Sibirijo so pravili Stolipinove kočije tudi še takrat, ko so vozili v gulage. Po letu 1917 so najbolj trdovratni carjevi privrženci trdili, da je bi Stolipin birokratski povzpetnik, ki je s svojo vratolomno politiko samo pomagal spodkopati posvečena načela samovladja. Za svoje občudovalce (v posovjetski Rusijj jih je veliko) pa je bil največji državnik, kar jih je imela Rusija, edini, ki bi lahko Rusijo rešil pred revolucijo in državljansko vojno. Orlando Figes primerja njegovo usodo z usodo Mihaila Gorbačova.
V obdobju hudih nemirov (1905-07), ko je Stolipin prepovedal stotine radikalnih časopisov in sindikalnih združenj, dal na hitrih sodiščih obsoditi tisoče kmetov in brez sodbe izgnati v Sibirijo 60.000 političnih zapornikov, je imel pri vladajočih elitah vso podporo, izgubil pa je podporo liberalcev. Ko pa se je na enak (nasilen in nediplomatski) način lotiti bistvenih problemov propadajočega carstva z namenom, da bi carstvo utrdil, je posegel v tradicionalne privilegije elit in jih obrnil proti sebi. Sam je nekoč rekel, da se bori na dveh frontah, proti revoluciji, vendar za reformo. In vedel je tudi, da se ta boj zanj ne bo končal dobro; prvi stavek oporoke, ki jo je napisal malo po tistem, ko je postal premier, se je glasil "Pokopljite me tam, kjer me bodo umorili."  . Pokopan je v kijevski Pečerski lavri.